# Pavel Padrnos
Pavel Padrnos (ur. 17 grudnia 1970 w Petrovicach) – czeski kolarz szosowy. Wśród amatorów zwycięzca Wyścigu Pokoju (1995) oraz znanych wyścigów wieloetapowych w Niemczech (1994–1995). Po przejściu na zawodowstwo (1996) odniósł tylko jedno zwycięstwo, wygrywając etap w wyścigu Kaernten Tour.

## Najważniejsze zwycięstwa
- 1994 - Hessen-Rundfahrt, Bayern Rundfahrt
- 1995 - Wyścig Pokoju, Niedersachsen-Rundfahrt(inne języki), Hessen-Rundfahrt
- 1996 - dwa etapy w Okolo Slovenska, Kaernten Tour